# Thripadectes ignobilis
Thripadectes ignobilis е вид птица от семейство Furnariidae.

## Разпространение
Видът е разпространен в Еквадор и Колумбия.